# Olga Gorsjenina
Olga Gorsjenina (russisk: Ольга Анатольевна Горшенина, født 9. november 1990 i Togliatti, Rusland) er en russisk håndboldspiller, der spiller for Alba Fehérvár KC og for det russiske kvindelandshold. Hun har tidligere spillet for Lada Togliatti.

## Meritter med klubhold
- EHF Cup:
  - Vinder: 2012, 2014